# EsselWorld
Koordinaten: 19° 13′ 55″ N, 72° 48′ 22″ O
EsselWorld ist ein indischer Freizeitpark in Gorai, Maharashtra, der 1989 eröffnet wurde. Zusammen mit Adlabs Imagica ist EsselWorld einer der größten Freizeitparks in Indien. Seit 2020 ist der Park geschlossen.
Zurzeit (Stand: Dezember 2023) verfügt der Park über fünf Achterbahnen und mit Water Kingdom über einen Wasserpark.

## Liste der Achterbahnen
| Name          | Typ                                | Hersteller                              | Eröffnungsjahr | Schließungsjahr |
| ------------- | ---------------------------------- | --------------------------------------- | -------------- | --------------- |
| Aqua Dive     | Wasserachterbahn                   | Bombay Amusement Ride                   | 1995           | 2020            |
| Big Apple     | Familienachterbahn, Big Apple      | Pinfari                                 | 1998           | 2020            |
| Hoola Loop    | Stahlachterbahn mit Inversion      | Pinfari                                 | 2007           | 2020            |
| Zipper Dipper | Holzachterbahn, Familienachterbahn | Blackpool Leisure Amusement Consultancy | 1995           | 2020            |
| Zyclone       | Stahlachterbahn ohne Inversionen   | Pinfari                                 | 1989           | 2020            |